# Monjiro/Teppei
Monjiro/Teppei è un singolo del gruppo musicale italiano Fratelli Balestra, pubblicato nel 1982.

## Descrizione
Il brano Monjiro è la sigla della serie televisiva Monjiro, samurai solitario ed è stato scritto da Giancarlo Balestra.
Sul lato B è incisa Teppei, scritta da Giancarlo Balestra e Rossana Barbieri, cantante più conosciuta con lo pseudonimo Linda Lee, su arrangiamento e musica dei Fratelli Balestra, sigla dell'anime Io sono Teppei.
Il disco è stato pubblicato dalla RCA Italiana in formato 7" con numero di catalogo BB 6598.
Entrambi i brani sono stati inseriti nella compilation TiVulandia successi n. 6 e in numerose altre raccolte.

## Tracce
Lato A
1. Monjiro – 3:45 (Giancarlo Balestra)
2. Teppei – 3:30 (Giancarlo Balestra, Rossana Barbieri, Claudio Balestra, Mauro Balestra)

Durata totale: 7:15